# Reticulocitopenia
Reticulopenia, es el término médico para una disminución anormal de reticulocitos en el cuerpo en valores inferiores a los normales (0,5-1,5%). Los reticulocitos son nuevos eritrocitos inmaduros. 

## Causas
La reticulopenia es normalmente un resultado de una infección por  parvovirus B19, el cual invade y destruye los precursores de células de sangre rojas y detiene la producción de eritrocitos. 
Si la infección ocurre en individuos con anemia de células falcifromes, esferocitosis, o beta talasemia, dará lugar a la incorporación de dos mecanismos inducidos por anemia: disminución de la producción de glóbulos rojos y hemólisis El resultado es una anemia rápida y severa  (crisis aplásica) que puede requerir transfusión de sangre.